# Летња универзијада 1963.
III Летња универзијада 1963. одржанана је у Порто Алегру Бразил од 30. августа до 8. септембра 1963. Отварање је било на стадиону Олимпико монументал.
На Универзијади је учествовало 27 земаља са 713 учесника. Игре су одржане, за тај део света, у зимском периоду, што је за такмичаре било неповољно па су постизани релативно слаби резултати. Програм је остао непромењен као и на II Универзијади, осим такмичења у женској кошарци.

### Спортови на Универзијади
- Атлетика (29)
- Кошарка (1)
- Мачевање (8)
- Пливање (15)
- Скокови у воду (4)
- Ватерполо (1)
- Спортска гимнастика (2)
- Тенис (5)
- Одбојка (2)

## Биланс медаља по спортовима

### Атлетика
| Плас. | Држава               | Злато | Сребро | Бронза | Укупно |
| ----- | -------------------- | ----- | ------ | ------ | ------ |
| 1     | Совјетски Савез      | 14    | 7      | 1      | 22     |
| 2     | Западна Немачка      | 4     | 7      | 6      | 17     |
| 3     | Уједињено Краљевство | 3     | 6      | 3      | 12     |
| 4     | Мађарска             | 3     | 3      | 2      | 8      |
| 5     | Италија              | 2     | 2      | 4      | 8      |
| 6     | Јапан                | 2     | 1      | 1      | 4      |
| 7     | Куба                 | 1     | 1      | 4      | 6      |
| 8     | Француска            |       | 1      | 2      | 3      |
| 9     | Чехословачка         |       | 1      |        | 1      |
| 10    | Румунија             |       |        | 1      | 2      |
|       | Белгија              |       |        | 1      | 1      |
|       | Луксембург           |       |        | 1      | 1      |
|       | Перу                 |       |        | 1      | 1      |
|       | Шпанија              |       |        | 1      | 1      |
|       | Укупно (14)          | 29    | 29     | 28     | 86     |

### Кошарка
| Плас. | Држава | Злато | Сребро | Бронза | Укупно |
| ----- | ------ | ----- | ------ | ------ | ------ |
| 1     | Бразил | 1     |        |        | 1      |
| 2     | Куба   |       | 1      |        | 1      |
| 3     | Перу   |       |        | 1      | 1      |

### Ватерполо
| Плас. | Држава          | Злато | Сребро | Бронза | Укупно |
| ----- | --------------- | ----- | ------ | ------ | ------ |
| 1     | Мађарска        | 1     |        |        | 1      |
| 2     | Совјетски Савез |       | 1      |        | 1      |
| 3     | Бразил          |       |        | 1      | 1      |

### Тенис
| Плас. | Држава          | Злато | Сребро | Бронза | Укупно |
| ----- | --------------- | ----- | ------ | ------ | ------ |
| 1     | Западна Немачка | 2     |        | 1      | 3      |
| 2     | Италија         | 1     | 1      | 2      | 4      |
| 3     | Мађарска        | 1     |        |        | 1      |
| 3     | Чехословачка    | 1     |        |        | 1      |
| 5     | Јапан           |       | 1      | 1      | 2      |
| 6     | Француска       |       | 1      |        | 1      |
| 6     | Совјетски Савез |       | 1      |        | 1      |
| 6     | Уругвај         |       | 1      |        | 1      |
|       | Укупно (8)      | 5     | 5      | 4      | 14     |

## Представници Југославије на Универзијади 1963
На Летњој универзијади 1963. репрезентација Југославије учествовала је са троје спортиста у два спорта (атлетика и пливање). Освојена је  једна бронзана медаља.

### Освајачи медаља
| Спорт   | Медаља | Такмичар    | Дициплина      | Резултат |
| ------- | ------ | ----------- | -------------- | -------- |
| Пливање | бронза | Хилда Цајер | 400 м слободно | 5:13,8   |